# Eriocaulon aquaticum
Eriocaulon aquaticum är en gräsväxtart som först beskrevs av John Hill, och fick sitt nu gällande namn av George Claridge Druce. Eriocaulon aquaticum ingår i släktet Eriocaulon och familjen Eriocaulaceae. Inga underarter finns listade i Catalogue of Life.

## Bildgalleri

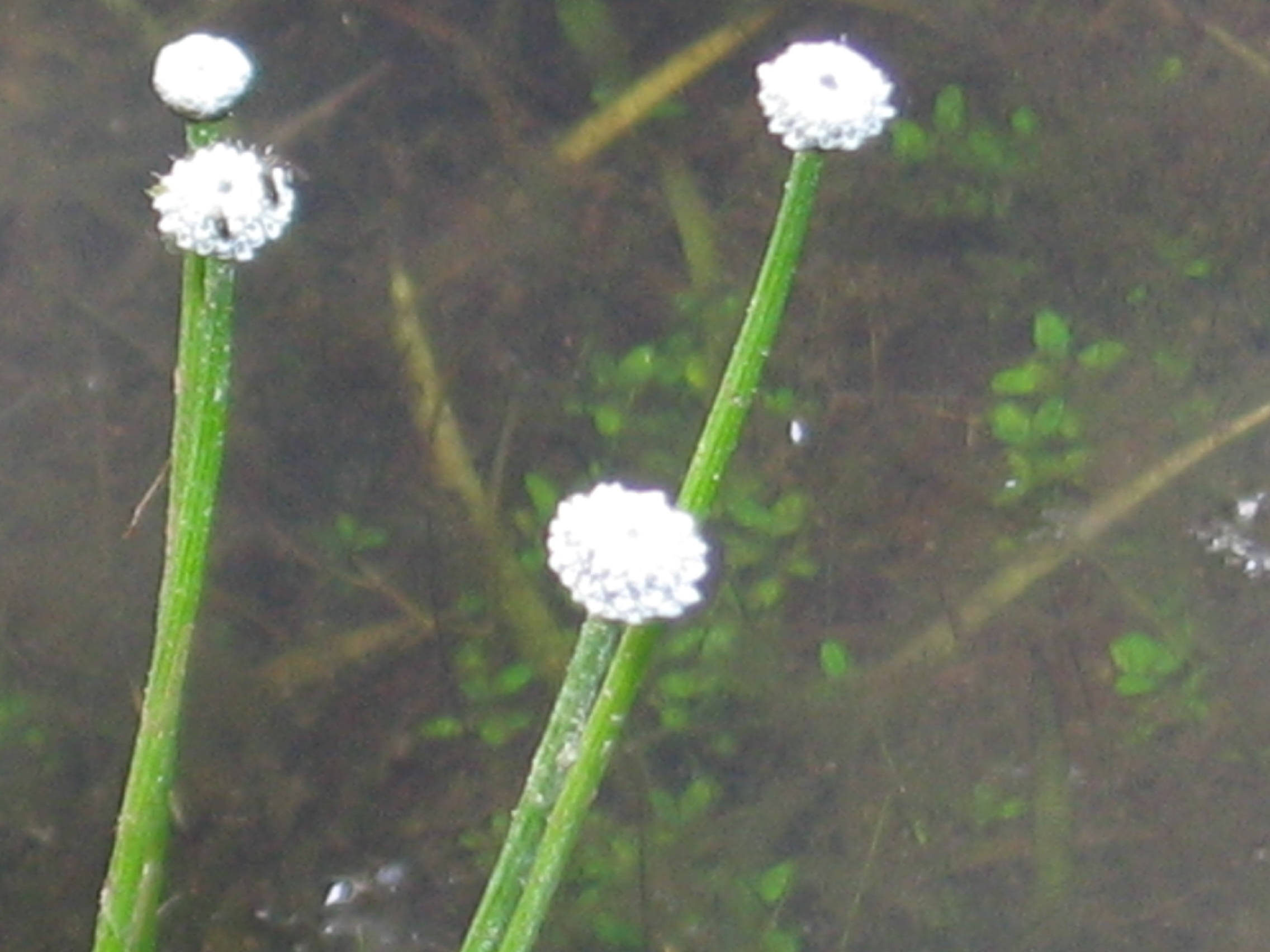
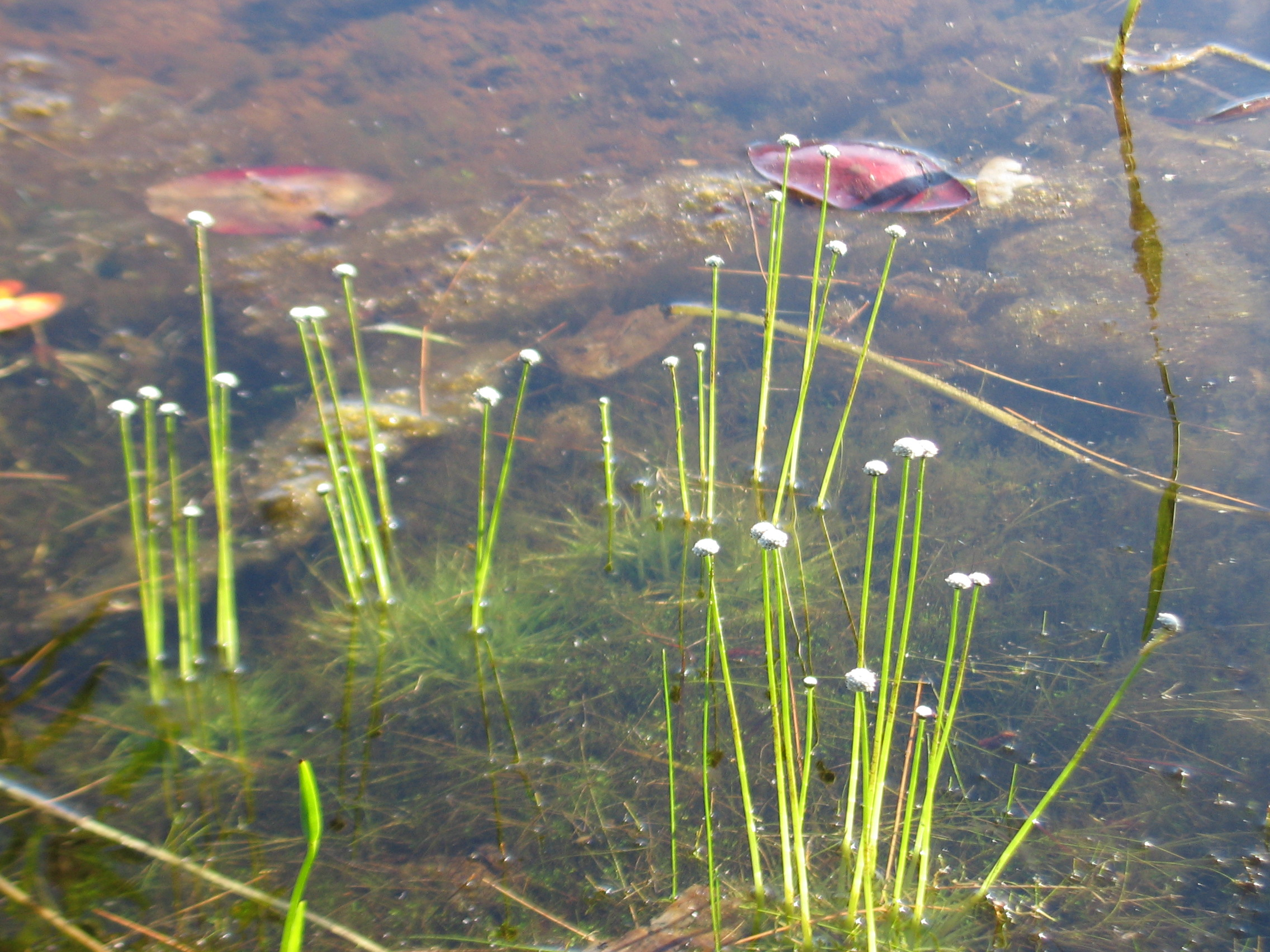
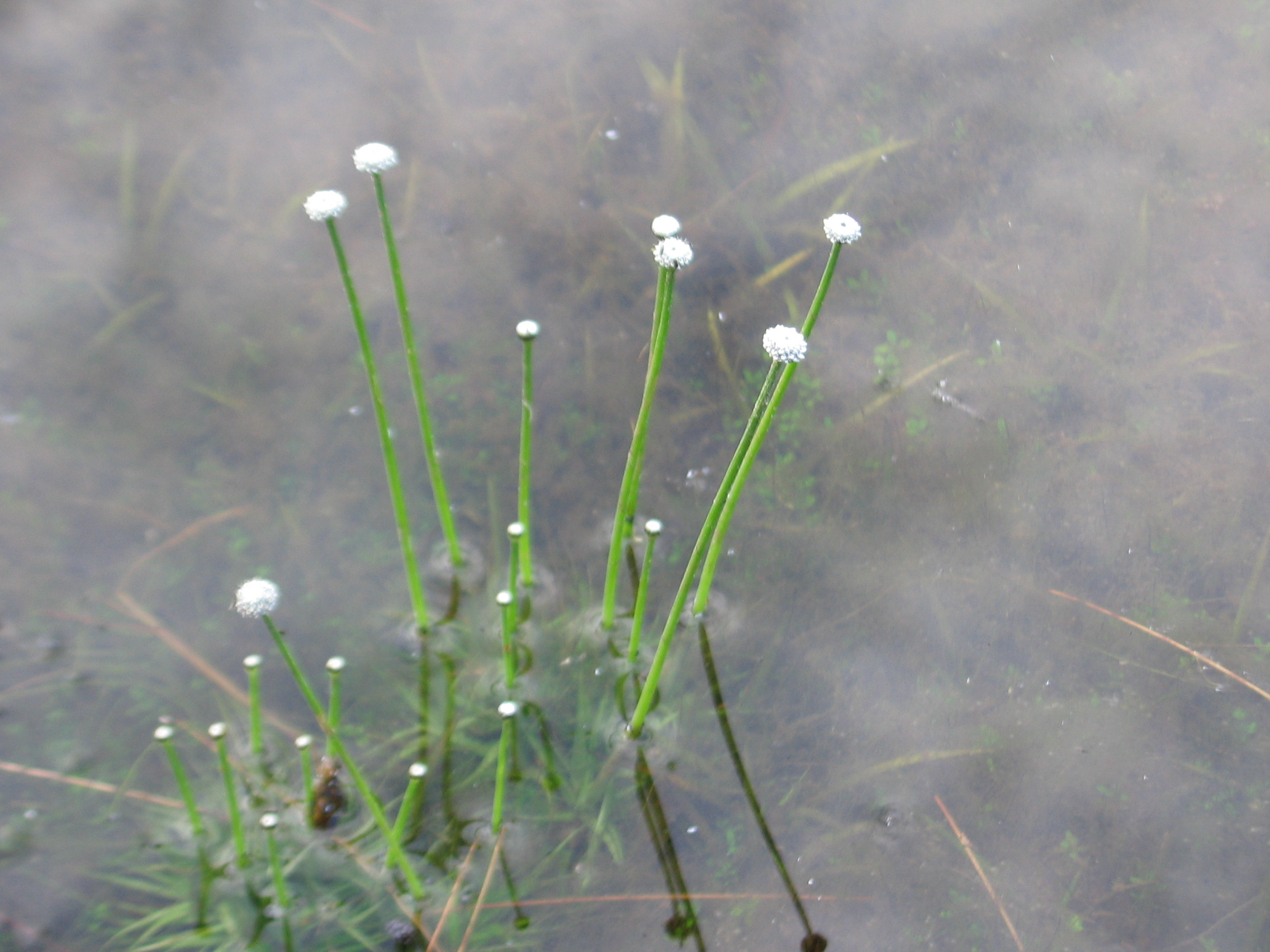